# Federico Saiz
Domingo Germán Saiz Villegas (* 8. Juni 1912 in Molledo, Kantabrien; † 24. April 1989 ebenda), besser bekannt als Fede, war ein spanischer Fußballspieler. Den Rufnamen Federico erhielt er zur Erinnerung an einen Bruder, der vor seiner Geburt gestorben war.

## Karriere

### Verein
Fede bestritt im Alter von 18 Jahren sein erstes Spiel in der Primera División für Deportivo Alavés. 1932 wechselte er zum FC Sevilla, mit dem er am Ende der Saison 1933/34 in die Primera División aufstieg. 1935 gewann er mit seiner Mannschaft den spanischen Pokal. Durch den im Juli 1936 ausgebrochenen Spanischen Bürgerkrieg wurde der Spielbetrieb und damit auch Fedes Karriere unterbrochen. Nach der Wiederaufnahme im Dezember 1939 setze Fede seine Karriere bis 1941 fort.

### Nationalmannschaft
Fede debütierte am 11. März 1934 beim 9:0 im Rahmen des Qualifikationsspiels zur Weltmeisterschaft 1934 in Italien gegen Portugal in der spanischen Nationalmannschaft. Beim Rückspiel eine Woche später in Portugal kam er beim spanischen 2:1-Sieg ebenfalls zum Einsatz.
Nach der erfolgreichen Qualifikation für die Weltmeisterschaft wurde Fede in das spanische Aufgebot berufen. Er bestritt das erste Viertelfinalspiel gegen den Gastgeber und späteren Weltmeister  Italien, das 1:1 nach Verlängerung endete. Es war gleichzeitig sein letzter Länderspieleinsatz für Spanien.

## Erfolge
- Spanischer Pokalsieger: 1935